# Шабо, Лорн
Лоран Эдуар Шабо (фр. Laurent Edward Chabot; 5 октября 1900, Монреаль — 10 октября 1946, Монреаль) — канадский хоккеист, игравший на позиции вратаря, двукратный обладатель Кубка Стэнли, обладатель Везина Трофи 1935 года как лучшему вратарю по итогам сезона.

## Биография

### Игровая карьера
Отыграв четыре сезона за «Порт-Артур Портс», присоединился к клубу НХЛ «Нью-Йорк Рейнджерс», где сыграл два сезона, выиграв в 1928 году Кубок Стэнли.
По окончании сезона 1929/30 перешёл в «Торонто Мейпл Лифс», в котором отыграл пять сезонов, выиграв в 1932 году Кубок Стэнли. В последующие годы играл по одному сезону за «Монреаль Канадиенс» и «Чикаго Блэкхокс», при этом как и в предыдущих клубах НХЛ в качестве основного вратаря и получил в 1935 году Везину Трофи как лучший вратарь по итогам сезона.
В последующих двух сезонах в качестве запасного вратаря играл за «Монреаль Марунз» и «Нью-Йорк Американс», сыграв за два сезона 26 матчей и завершил игровую карьеру.

### Смерть
Последние годы жизни страдал от артрита, и у него развивалась болезнь Брайта, от которой он умер 10 октября 1946 года на 47-м году жизни.

## Признание
Вошёл в 100 лучших игроков НХЛ по версии журнала The Hockey News, заняв итоговое 84-е место.